# Spe salvi
(San Paolo Apostolo, Lettera ai Romani 8, 24; citato nell'incipit di Spe salvi.)
Spe salvi (in italiano Salvati dalla Speranza) è la seconda enciclica di papa Benedetto XVI, pubblicata il 30 novembre 2007, ricorrenza di sant'Andrea Apostolo.
La presentazione è stata curata dal pro-teologo emerito della casa pontificia, cardinale Georges Cottier, e dal cardinale Albert Vanhoye, professore emerito di esegesi del Nuovo Testamento al Pontificio Istituto Biblico.
Il 25 marzo 2008 la traduzione russa dell'Enciclica è stata presentata a Mosca presso il centro culturale "Pokrovskie Vorota" dall'arcivescovo cattolico di Mosca Paolo Pezzi e il prorettore ortodosso dell'Accademia Teologica e segretario della Commissione Sinodale del Patriarcato di Mosca Vladimir Shmalij, all'interno di una serie di iniziative ecumeniche di incontro tra la Chiesa cattolica e la Chiesa ortodossa russa.

## Il contenuto

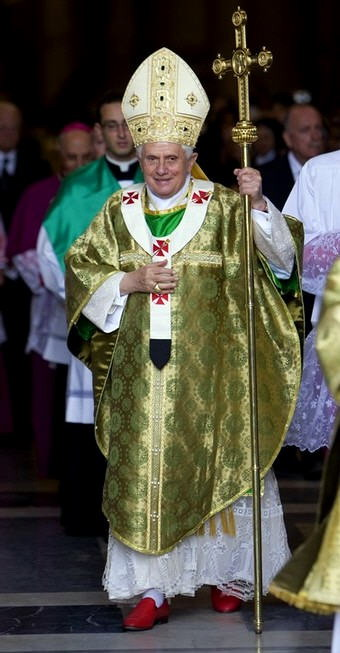
Benedetto XVI

La seconda enciclica di Benedetto XVI è suddivisa in 50 paragrafi, numerati all'interno di otto capitoli generali, scritti interamente di suo pugno.
Nell'arco dei 50 paragrafi, il Pontefice spiega cosa sia la «speranza cristiana» e come essa può salvare. Una speranza non individualista, ma comunitaria, come comunitaria è la vita cristiana perché discende direttamente dall'essere in comunione con Gesù ed attraverso di Lui con tutti i Fratelli.
Progressivamente, almeno a partire da Francesco Bacone, «la speranza biblica del regno di Dio è stata rimpiazzata dalla speranza del regno dell'uomo, dalla speranza di un mondo migliore che sarebbe il vero "regno di Dio"». La redenzione non si attende più dalla fede cristiana, bensì dalle conquiste tecnologiche da un lato, e da una politica pensata scientificamente dall'altro. La speranza si è tramutata così in «fede nel progresso».
Ma «il retto stato delle cose umane, il benessere morale del mondo non può mai essere garantito semplicemente mediante strutture, per quanto valide esse siano», perché l'uomo rimane sempre un essere libero che può volgere la sua libertà ora verso il bene, ora verso il male. E se anche «ci fossero strutture che fissassero in modo irrevocabile una determinata - buona – condizione del mondo, sarebbe negata la libertà dell'uomo, e per questo motivo non sarebbero, in definitiva, per nulla strutture buone».
La vera Speranza, quella che salva, viene invece presentata da Benedetto XVI come un dono della fede che è «sostanza delle realtà che si sperano», nel senso che, a differenza della fede nel progresso proiettata in un ipotetico quanto incerto futuro, essa agisce già nel presente, come certezza dell'avvenire e operante fiducia che la propria vita non finisce nel vuoto. Le speranze terrene, d'altronde, per la loro stessa natura, una volta raggiunte divengono già superate e non riescono quindi a dare quella gioia che può venire solo da una prospettiva infinita, come quella offerta appunto da Dio tramite Cristo. Uno degli esempi portati da Benedetto XVI è la vicenda dell'africana Giuseppina Bakhita, deportata e schiavizzata, la cui «speranza» non si riduceva a quella di trovare padroni meno crudeli, ma si fondava sulla grande speranza di essere attesa dall'Amore qualunque cosa le accadesse.

### I capitoli
(Introduzione)
Dopo l'"Introduzione" si apre il capitolo "La fede è speranza", di taglio scritturistico, in cui trova spazio la figura di santa Giuseppina Bakhita, esempio vivente della «speranza» cristiana. Benedetto XVI illustra come in alcune lettere di Paolo e Pietro i termini "fede" e "speranza" siano intercambiabili. Questo modo di legare la fede alla speranza rende il messaggio cristiano non puramente informativo, ma performativo: non si limita a comunicare dei contenuti, ma cambia l'atteggiamento e la condotta di vita, offrendo una speranza che prima non c'era.

Il capitolo seguente s'intitola "Il concetto di speranza basata sulla fede nel Nuovo Testamento e nella Chiesa primitiva": qui sono citati san Gregorio Nazianzeno, San Tommaso d'Aquino e Lutero. Soffermandosi sulla definizione di fede esposta nell'undicesimo capitolo della Lettera agli Ebrei («La fede è hypostasis delle cose che si sperano; prova [elenchos] delle cose che non si vedono»), sono evidenziate le differenze di traduzione operate da Tommaso e Lutero. Il primo dà alle parole hypostasis ed elencos rispettivamente il significato oggettivo di "sostanza" e di "prova", il secondo un significato soggettivo come "convinzione". Per il pontefice, la speranza cristiana è senz'altro una disposizione dell'animo, ma è anche sostanziale, perché reca già in sé un germe del futuro che si attende, grazie a cui la vita eterna prende inizio già nel presente. La sostanza della speranza si è comprovata ad esempio nei primi martiri, nelle grandi rinunce dei monaci dell'antichità, in Francesco d'Assisi, o nelle persone del nostro tempo. 
(Spe salvi, 8)
Nel capitolo "La vita eterna – che cos'è?", Benedetto XVI affronta il tema dell'aldilà, spesso oggetto di fraintendimenti che lo concepiscono erroneamente in termini quantitativi come un vivere «senza fine», mentre nel successivo capitolo "La speranza cristiana è individualistica?" il pontefice risponde alle critiche di quanti accusano i cristiani di disinteressarsi del mondo preoccupandosi solo della propria salvezza. Qui entrano in gioco teologi come Henri de Lubac o mistici come sant'Agostino d'Ippona, Bernardo di Chiaravalle e san Benedetto.
Nel capitolo "La trasformazione della fede-speranza cristiana nel tempo moderno" Ratzinger illustra il modo in cui la fede cristiana, sempre più relegata nell'ambito privato e resa in tal modo "irrilevante", sia stata progressivamente esclusa dalla riflessione sul destino collettivo della comunità umana, la cui salvezza viene ora ricercata non più in una prospettiva ultraterrena, bensì nel «collegamento appena scoperto tra scienza e prassi».
Offrendo riferimenti a Bacone, Kant, Engels, Marx, Adorno sul rapporto fede-ragione, il papa spiega come il tentativo di instaurare il dominio della ragione e della libertà sia avvenuto dapprima sul piano tecnologico, quindi su quello politico. Marx non ha solo indicato la via verso la nuova speranza, l'ha anche avviata. Ma con la vittoria di Lenin si è reso evidente anche l'errore fondamentale di Marx.
(Spe salvi, 21)
Nel capitolo "La vera fisionomia della speranza cristiana" Benedetto XVI riparte dalla domanda: «che cosa possiamo sperare?». Ricordando che l'adesione al bene «non è mai compito semplicemente concluso», ribadisce che «non è la scienza che redime l'uomo», bensì l'amore. Solo chi viene toccato dall'amore comincia a intuire cosa sia la vita eterna di cui parla il Vangelo.
In "Luoghi di apprendimento e di esercizio della speranza" vengono mostrati i modi di alimentare la speranza cristiana:
- la preghiera, di cui viene descritta la forza prorompente di speranza con riferimenti al cardinale François-Xavier Nguyên Van Thuán;
- l'agire retto, che è speranza in atto, anche se non possiamo «meritare» il cielo con le nostre opere, che rimane un dono gratuito, sebbene il nostro agire non è indifferente davanti a Dio, né per lo svolgimento della storia;
- la sofferenza, conseguenza della nostra finitezza e delle colpe accumulate nella storia, contro cui si può lottare, ma che non si può eliminare, perché solo Dio ha questo potere: con la fede in Lui «è emersa nella storia la speranza della guarigione del mondo. Ma si tratta, appunto, di speranza e non ancora di compimento». Se invece, anziché accettare la sofferenza, ci si sottrae ad essa, si finisce per scivolare in una vita vuota, di cui si avverte la mancanza di senso. La nostra umanità, piuttosto, diviene tanto più grande nella misura in cui la sofferenza non viene combattuta, ma condivisa. Non nel benessere delle comodità, ma nella «con-solazio», cioè letteralmente nel condividere la solitudine, sorge la stella della speranza, in quella com-passione con cui Bernardo di Chiaravalle parlava di Dio;
- l'attesa del Giudizio finale, il cui sguardo rivolto al futuro dà importanza al presente, ma che nell'epoca moderna si è tramutata in una prospettiva esclusivamente terrena, atea, di cui l'uomo ha ritenuto di doversi fare carico da solo in nome di una morale che attribuisce persino a Dio la responsabilità delle ingiustizie. Ma «un mondo che si deve creare da sé la sua giustizia è un mondo senza speranza». Riferendosi ai filosofi Max Horkheimer e Theodor Adorno, teorici di una teologia negativa estrema, ma di cui riconosce la validità, Benedetto XVI ne condivide le parole:

(Spe salvi, 42-43)
Sul tema del Giudizio, in particolare sull'esigenza di non tradurre automaticamente la grazia in giustificazione del torto, vengono poi chiamati in causa anche Dostoevskij, e un passo del Gorgia di Platone. Viene infine ribadita la validità della prassi giudaico-cristiana di venire in aiuto ai defunti tramite la preghiera, prassi che conferma come «la nostra speranza è sempre essenzialmente anche speranza per gli altri; solo così essa è veramente speranza anche per me».
L'Enciclica si chiude con il capitolo "Maria, stella della speranza", in cui si invoca la Madre di Dio, con l'inno Ave Maris Stella, stella a noi vicina che illumina la nostra rotta traendo a sua volta la sua luce dal Sole Gesù.

## Critiche e reazioni
Il giornalista italiano Antonio Socci considera questa enciclica il documento che finalmente ridà alla speranza cristiana il posto che le spetta, senza confonderla con l'"ottimismo" che sembrava averla sostituita dopo il Concilio Vaticano II.
In un suo commento all'enciclica, il giornalista Luigi Amicone ha sottolineato il continuo riferimento all'esperienza:
Secondo Amicone, questo è segno di una volontà da parte del Papa di farsi capire anche al mondo laico, usando anche «la lingua originale dei non addetti ai lavori».
L'astrofisico Marco Bersanelli, responsabile scientifico dello strumento LFI della missione spaziale Planck Surveyor, ha apprezzato la trattazione del concetto di ricerca scientifica fatta nell'enciclica:
(Postmodernità, quale speranza? Nichilismo e dominio della tecnica alla luce della «Spe salvi»: a confronto l’astrofisico Bersanelli e il filosofo Esposito. Avvenire, 9 gennaio 2008, p. 28.)
Alcuni commentatori hanno visto nella Spe Salvi una decisa presa di posizione contro la ragione come unica guida dell'agire umano (si veda la critica dell'Illuminismo e della scienza come unica fonte di verità), nonché un tentativo di portare la Chiesa in una posizione pre-conciliare.
Nel blog del noto sacerdote No-global don Vitaliano Della Sala si legge una dura e puntuale critica all'enciclica, sia per quanto riguarda la forma sia per i contenuti. In particolare, si afferma che: «A parte il linguaggio scoraggiante, l'ultima enciclica del Papa lascia perplessi per alcune affermazioni sul marxismo, sull'ateismo, sulla scienza moderna».
Massimo Cacciari sostiene invece che la Spe Salvi sia una normale lezione sul concetto di speranza che si colloca in un contesto teologico e cristiano, senza il confronto con altri pensieri. Poco profonda sarebbe invece a suo giudizio l'analisi sul marxismo.